# Xizicus howardi
Xizicus howardi är en insektsart som först beskrevs av Tinkham 1956.  Xizicus howardi ingår i släktet Xizicus och familjen vårtbitare. Inga underarter finns listade i Catalogue of Life.